# Geospiza scandens
Il fringuello terricolo dei cactus (Geospiza scandens, (Gould 1837)) è un uccello della famiglia Thraupidae, endemico delle isole Galápagos in Ecuador.

## Sistematica
Sottospecie:
- Geospiza scandens scandens
- Geospiza scandens intermedia
- Geospiza scandens abingdoni
- Geospiza scandens rothschildi